# The Mediator (film 1916)
The Mediator è un film muto del 1916 diretto da Otis Turner.

## Produzione
Il film fu prodotto dalla Fox Film Corporation.

## Distribuzione
Distribuito dalla Fox Film Corporation, il film uscì nelle sale cinematografiche statunitensi il 13 novembre 1916.